# Fotboll i Italien
Fotboll i Italien introducerades i slutet av 1800-talet, först i norra Italien där handelsmän från England och Schweiz spred spelet till Genua. De första matcherna spelades i Genua, Milano och Turin. En av de första fotbollsklubbarna i Italien var Genoa CFC, bildad 1893. Fotboll är ett mycket populärt spel i Italien, och Italien har blivit berömt för fotbollsframgångar.
Italienarnas namn på spelet fotboll är Calcio efter ett bollspel med samma namn som spelades i Florens under medeltiden och som hade stora likheter med den moderna fotbollen. Att Italien behöll detta namn på spelet berodde bl.a. på att diktatorn Benito Mussolini ville minimera engelskans inflytande på det italienska språket.

## Förbund
Italiens fotbollsförbund Federazione Italiana Giuoco Calcio bildades den 16 mars 1898 i Turin och gick med i Fifa 1905 och i Uefa 1954.

## Klubblag
Under hela 1990-talet rankades italienska Serie A i fotboll ofta som världens starkaste högstadivision inom herrfotbollen och en lång rad av världens bästa spelare tillbringade vardagen i någon av Serie A-s stora klubbar som AC Milan, Juventus FC, FC Internazionale (Inter) m.fl. Under 2000-talets första decennium har dock de italienska klubbarna fått allt hårdare konkurrens från Premier League i England och La Liga i Spanien. 
I UEFA:s större cupturneringar har italienska klubblag vunnit 27 slutsegrar, vilket gjort Italien till framgångsrikaste land inom dessa tävlingar.

## Landslag

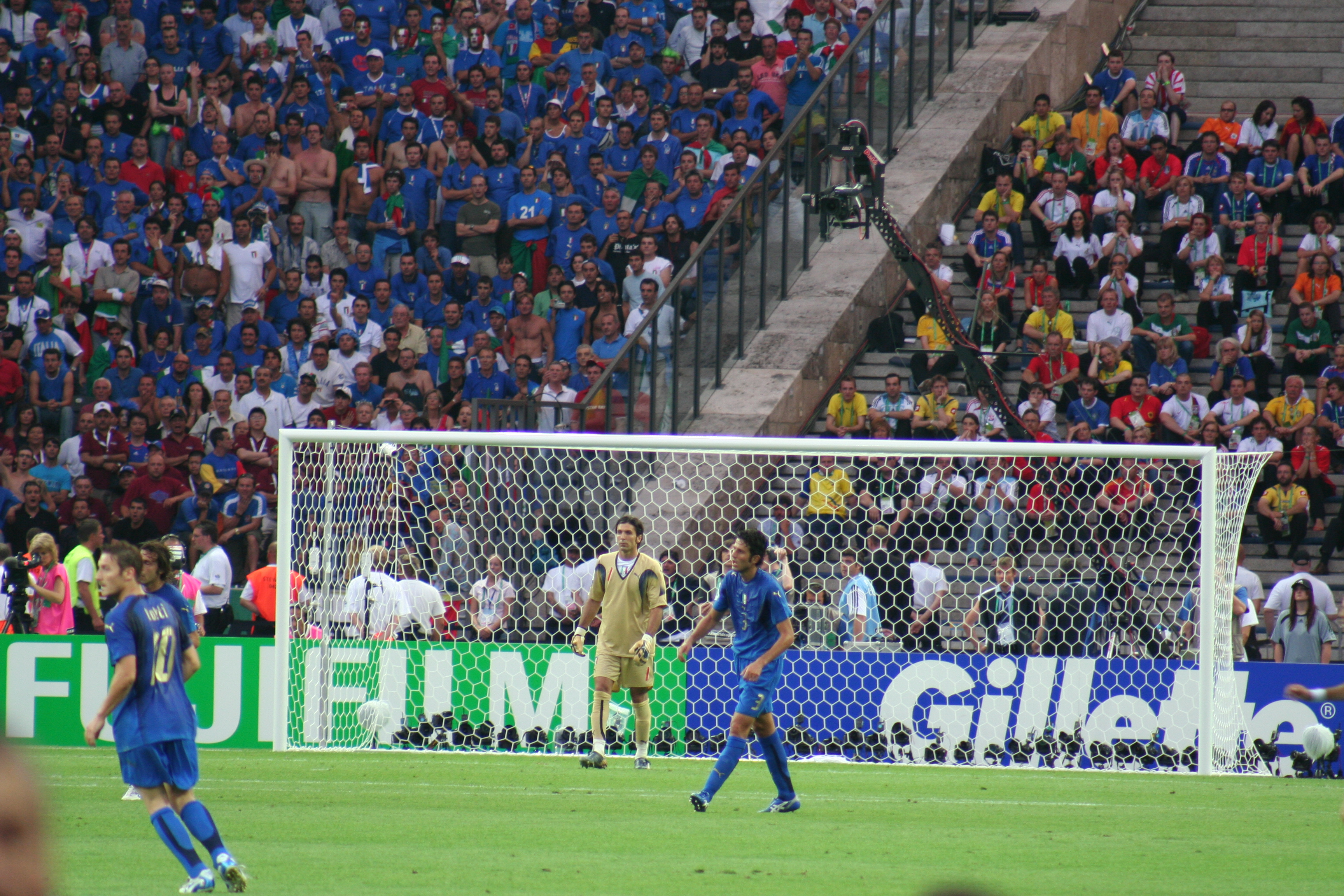
Italien besegrar Frankrike vid VM-finalen 2006 i Berlin.

Italienska landslag har ofta haft stora framgångar.
- Italiens herrlandslag har vunnit VM 1934[1], 1938[2], 1982[3] och 2006[4] samt EM 1968.[5] och blev olympiska mästare 1936.[6]
- Italiens damlandslag spelade EM-final 1993 och 1997.

## Skandaler
De högre divisionerna inom det inhemska seriespelet har många gånger skakats av skandaler med "fixade matcher", huliganism och dopning.

## Catenaccio
Catenaccio (hänglås) är en term som är nära förknippad med italiensk fotboll. Något förenklat står termen för en defensivt inriktad fotboll som försöker utnyttja det anfallande lagets misstag och sedan kontra snabbt. Catenaccion slog igenom på allvar under 1960-talet då Inter, med Helenio Herrera som tränare hade stora framgångar med ett för sin tid mycket defensivt spel. Herrera använde sig av en 5-4-1 uppställning med en libero bakom fyrbackslinjen, det vanligaste spelsystemet vid denna tid var 4-3-3. Spelmodellen spreds sedan snabbt bland de italienska klubbarna. Under 1990-talet fram till nutid anser expertisen emellertid att den italienska klubblagsfotbollen blivit mer offensiv och catenaccion så som den praktiserades av bl.a. Herrera är sedan 90-talet på stark tillbakagång. Men generellt prioriteras fortfarande defensiven betydligt mer i italiensk fotboll än i t.ex. den spanska fotbollen. 
Landslaget, Gli Azzuri har ofta använt sig av catenaccio fotboll vilket gjort att en del anklagat Italien för att spela tråkigt och cyniskt. Rent taktiskt kan catanaccion beskrivas som motpolen till Brasiliens jogo Bonito (det vackra spelet). Medan catenaccio taktiken inte bryr sig om hur man vinner, bara det bli seger innebär jogo bonito fotbollen (som till skillnad från catenaccion egentligen inte är någon utvecklad taktik) att man inte bara ska vinna, man ska vinna med tekniskt och offensivt spel. I värsta fall kan det t.om vara och föredra att ta en förlust istället för att kompromissa med "det vackra spelet". Denna syn på hur fotboll ska spelas är något otänkbart i catenaccio fotbollens värld. I Europa är det den s.k. totalfotbollen som, taktiskt anses stå längst ifrån catenaccion.

## Symbolik
Eftersom Italiens framgångar i fotboll har gjort att landet starkt förknippas med spelet, beskriver man ibland symboliskt hur Italiens fastland liknar ett ben, som sparkar till bollen, som den italienska ön Sicilien i Medelhavet i dessa fall symboliserar, då Sicilien ligger strax nedanför södra Italiens fastland.

### Fotnoter
1. ↑  ”World Cup 1934 finals” (på engelska). RSSSF. 18 mars 1934. http://www.rsssf.com/tables/34full.html. Läst 29 juli 2014.
2. ↑  ”World Cup 1938 finals” (på engelska). RSSSF. 18 mars 1934. http://www.rsssf.com/tables/38full.html. Läst 29 juli 2014.
3. ↑  ”World Cup 1982 finals” (på engelska). RSSSF. 18 mars 1934. http://www.rsssf.com/tables/82full.html. Läst 29 juli 2014.
4. ↑  ”World Cup 2006 - Match Details” (på engelska). RSSSF. 18 mars 1934. http://www.rsssf.com/tables/2006full.html. Läst 29 juli 2014.
5. ↑  ”European Championship 1968” (på engelska). RSSSF. 18 mars 1968. http://www.rsssf.com/tables/68e.html. Läst 29 juli 2014.
6. ↑  ”Games of the XI. Olympiad” (på engelska). RSSSF. 18 mars 1936. http://www.rsssf.com/tableso/ol1936f.html. Läst 29 juli 2014.
7. ↑  Johan Wåhlin (18 oktober 2008). ”Derby med brödrahat på Sicilien”. Dagens nyheter. http://www.dn.se/sport/fotboll/derby-med-brodrahat-pa-sicilien/. Läst 28 december 2016.